# Dan Carroll (Rugbyspieler)
Dan Carroll (eigentlich Daniel Brendan Carroll; * 17. November 1887 in Melbourne, Australien; † 5. August 1956 in New Orleans, Vereinigte Staaten) war ein australisch-amerikanischer Rugby-Union-Spieler und -Trainer. Er wurde sowohl mit der australischen (1908) als auch mit der US-Auswahl (1920) Rugby-Olympiasieger, der erste Mensch, der für zwei verschiedene Nationen Gold gewann. Außerdem war er Trainer beider US-Siegerteams bei Olympischen Rugbyturnieren (1920, 1924).

## Biografie
Dan Carroll wuchs in Sydney auf, wo er für die Uniteams vom St Aloysius College und der Universität Sydney sowie für den Club St George spielte. Nach guten Leistungen für die Auswahl von New South Wales gegen Queensland und eine englisch-walisische Auswahl wurde er 1908 – als jüngster Spieler – in den Kader der ersten Auswahl Australiens, den ursprünglichen Wallabies, für eine Tour in Europa und Nordamerika berufen. Auf dieser Tour gelangen ihm 15 Versuche, davon zwei im Endspiel der olympischen Rugbyturniers. Er kam zu seinem ersten Länderspieleinsatz gegen Wales.
1912 wurde Carroll für die Nordamerikatour 1912 berufen. Carroll blieb nach Abschluss der Tour in Kalifornien, um an der Stanford University Geologie zu studieren. 1913 spielte er bereits für das US-Team, sein erster Länderspieleinsatz war eine vernichtende 51:3-Niederlage gegen die All Blacks.
Während des Ersten Weltkrieges diente Carroll als Captain der Infanterie der US Army. Er wurde mit dem Distinguished Service Cross ausgezeichnet. Nach dem alliierten Sieg spielte er noch einmal Rugby für seine alte Heimat, im Team des Australier des ANZAC beim King’s Cup.
Carroll war Spielertrainer des Rugbyteams der Stanford University, als er 1920 in den Kader der Eagles für das olympische Rugbyturnier berufen wurde. Als Spielertrainer der Eagles gewann er die olympische Goldmedaille. 1924 wurde er als Trainer für das Turnier in Paris reaktiviert.